# Saison 1944-1945 de la LNH
Saison précédente Saison suivante
La saison 1944-1945 est la 28e saison régulière de la Ligue nationale de hockey. Les six équipes ont joué chacune 50 matchs.

## Saison régulière
En début de saison, le président de la ligue, Red Dutton veut quitter la présidence en raison de soucis personnels. Le poste est proposé à Conn Smythe qui refuse et Dutton reste en place.
Devant la très bonne saison 1943-1944 que réalise Paul Bibeault avec les Maple Leafs de Toronto, les Canadiens refusent de le maintenir en prêt à Toronto et l'envoient jouer avec les Bruins de Boston.
En remplacement, les Maple Leafs font signer un jeune gardien du nom de Frank McCool qui finit meilleur espoir de la saison et remporte le trophée Calder. C'est le troisième trophée Calder consécutif pour Toronto, un record. Avec quatre blanchissages, McCool termine la saison à égalité avec le gardien des Black Hawks de Chicago, Mike Karakas. Cependant, c'est Bill Durnan des Canadiens qui gagne pour la seconde année consécutive le trophée Vézina.

### Classement final
Les quatre premières équipes sont qualifiées pour les séries éliminatoires.
| Clt   | Équipe                 | PJ | V  | D  | N  | BP  | BC  | Pts |
| ----- | ---------------------- | -- | -- | -- | -- | --- | --- | --- |
| +001, | Canadiens de Montréal  | 50 | 38 | 8  | 4  | 228 | 121 | 80  |
| +002, | Red Wings de Détroit   | 50 | 31 | 14 | 5  | 218 | 161 | 67  |
| +003, | Maple Leafs de Toronto | 50 | 24 | 22 | 4  | 183 | 161 | 52  |
| +004, | Bruins de Boston       | 50 | 16 | 30 | 4  | 179 | 219 | 36  |
| +005, | Black Hawks de Chicago | 50 | 13 | 30 | 7  | 141 | 194 | 33  |
| +006, | Rangers de New York    | 50 | 11 | 29 | 10 | 154 | 247 | 32  |

- Vainqueur du trophée Prince de Galles
- Qualifié pour les séries éliminatoires

### Meilleurs pointeurs
La « Punch Line » des Canadiens de Montréal connaît cette année sa meilleure saison avec Maurice Richard qui inscrit 50 buts en 50 matchs, dont une soirée à 5 buts et 3 passes contre les Red Wings de Détroit le 28 décembre 1944. Il est le premier joueur de l'histoire de la LNH à marquer 50 buts en 50 matchs. Sur cette même ligne, Elmer Lach finit meilleur pointeur de la ligue, juste devant Richard, avec 26 buts et 80 points et Toe Blake occupe la troisième place avec 29 buts et 67 points. C'est la première fois de l'histoire de la ligue que trois joueurs d'une même ligne occupent les trois premières places du classement du pointeur.
| Joueur          | Équipe   | PJ | B  | A  | Pts | Pun |
| --------------- | -------- | -- | -- | -- | --- | --- |
| Elmer Lach      | Montréal | 50 | 26 | 54 | 80  | 37  |
| Maurice Richard | Montréal | 50 | 50 | 23 | 73  | 46  |
| Toe Blake       | Montréal | 49 | 29 | 38 | 67  | 25  |
| Bill Cowley     | Boston   | 49 | 25 | 40 | 65  | 12  |
| Ted Kennedy     | Toronto  | 49 | 29 | 25 | 54  | 14  |
| Bill Mosienko   | Chicago  | 50 | 28 | 26 | 54  | 0   |
| Joe Carveth     | Détroit  | 50 | 26 | 28 | 54  | 6   |
| Ab DeMarco      | New York | 50 | 24 | 30 | 54  | 10  |
| Clint Smith     | Chicago  | 50 | 23 | 31 | 54  | 0   |

## Séries éliminatoires de la Coupe Stanley

### Tableau récapitulatif
|  | Demi-finales                            | Demi-finales                  | Demi-finales                  | Demi-finales                  |   |                        | Finale                           | Finale                           | Finale                           | Finale                           |
|  |                                         |                               |                               |                               |   |                        |                                  |                                  |                                  |                                  |
|  | 20, 22, 24, 27, 29 et 31 mars           | 20, 22, 24, 27, 29 et 31 mars | 20, 22, 24, 27, 29 et 31 mars | 20, 22, 24, 27, 29 et 31 mars |   |                        | 6, 8, 12, 14, 19, 21 et 22 avril | 6, 8, 12, 14, 19, 21 et 22 avril | 6, 8, 12, 14, 19, 21 et 22 avril | 6, 8, 12, 14, 19, 21 et 22 avril |
|  | 1                                       | Canadiens de Montréal         | 2                             | 2                             |   |                        | 6, 8, 12, 14, 19, 21 et 22 avril | 6, 8, 12, 14, 19, 21 et 22 avril | 6, 8, 12, 14, 19, 21 et 22 avril | 6, 8, 12, 14, 19, 21 et 22 avril |
|  | 1                                       | Canadiens de Montréal         | 2                             | 2                             |   |                        | 6, 8, 12, 14, 19, 21 et 22 avril | 6, 8, 12, 14, 19, 21 et 22 avril | 6, 8, 12, 14, 19, 21 et 22 avril | 6, 8, 12, 14, 19, 21 et 22 avril |
|  | 3                                       | Maple Leafs de Toronto        | 4                             | 4                             |   |                        | 6, 8, 12, 14, 19, 21 et 22 avril | 6, 8, 12, 14, 19, 21 et 22 avril | 6, 8, 12, 14, 19, 21 et 22 avril | 6, 8, 12, 14, 19, 21 et 22 avril |
|  | 3                                       | Maple Leafs de Toronto        | 4                             | 4                             | 1 | Maple Leafs de Toronto | 4                                | 4                                |                                  |                                  |
|  | 20, 22, 25, 27, 29 mars, 1er et 3 avril |                               |                               |                               | 1 | Maple Leafs de Toronto | 4                                | 4                                |                                  |                                  |
|  |                                         |                               | 2                             | Red Wings de Détroit          | 3 | 3                      |                                  |                                  |                                  |                                  |
|  | 2                                       | Red Wings de Détroit          | 2                             | Red Wings de Détroit          | 3 | 3                      | 4                                | 4                                |                                  |                                  |
|  | 2                                       | Red Wings de Détroit          |                               |                               |   |                        |                                  | 4                                |                                  |                                  |
|  | 4                                       | Bruins de Boston              | 3                             | 3                             |   |                        |                                  |                                  |                                  |                                  |
|  | 4                                       | Bruins de Boston              | 3                             | 3                             |   |                        |                                  |                                  |                                  |                                  |

### Finale de la Coupe Stanley
| 6 avril | Détroit | 0-1 | Toronto |  |

| 8 avril | Détroit | 0-2 | Toronto |  |

| 12 avril | Toronto | 1-0 | Détroit |  |

| 14 avril | Toronto | 3-5 | Détroit |  |

| 19 avril | Détroit | 2-0 | Toronto |  |

| 21 avril | Toronto | 0-1 (pr) | Détroit |  |

| 22 avril | Détroit | 1-2 | Toronto |  |

Les Maple Leafs de Toronto battent en finale de la Coupe, les Red Wings de Détroit après 7 matchs. C'est la première saison où la franchise qui reçoit en premier ne remporte pas la Coupe Stanley dans l'histoire de la ligue.[réf. nécessaire]

## Honneurs remis aux joueurs et équipes

### Trophées
| Trophée           | Joueur        | Équipe                 |
| ----------------- | ------------- | ---------------------- |
| Trophée Calder    | Frank McCool  | Maple Leafs de Toronto |
| Trophée Hart      | Elmer Lach    | Canadiens de Montréal  |
| Trophée Lady Byng | Bill Mosienko | Black Hawks de Chicago |
| Trophée Vézina    | Bill Durnan   | Canadiens de Montréal  |

| Trophée                  | Équipe                 |
| ------------------------ | ---------------------- |
| Trophée Prince de Galles | Canadiens de Montréal  |
| Trophée O'Brien          | Red Wings de Détroit   |
| Coupe Stanley            | Maple Leafs de Toronto |

### Équipes d'étoiles
| Position       | Première équipe | Première équipe       | Deuxième équipe | Deuxième équipe        |
| Position       | Joueur          | Équipe                | Joueur          | Équipe                 |
| -------------- | --------------- | --------------------- | --------------- | ---------------------- |
| Gardien de but | Bill Durnan     | Canadiens de Montréal | Mike Karakas    | Black Hawks de Chicago |
| Défenseur      | Émile Bouchard  | Canadiens de Montréal | Glen Harmon     | Canadiens de Montréal  |
| Défenseur      | Flash Hollett   | Red Wings de Détroit  | Babe Pratt      | Maple Leafs de Toronto |
| Ailier gauche  | Toe Blake       | Canadiens de Montréal | Syd Howe        | Red Wings de Détroit   |
| Centre         | Elmer Lach      | Canadiens de Montréal | Bill Cowley     | Bruins de Boston       |
| Ailier droit   | Maurice Richard | Canadiens de Montréal | Bill Mosienko   | Black Hawks de Chicago |